# Norm Baker (basket-ball)
Cet article possède des paronymes, voir Norman Baker et Baker.
Norman Henry « Norm » Baker, né le 17 février 1923 à Victoria, en Colombie-Britannique, Canada et décédé le 23 avril 1989, à Victoria, en Colombie-Britannique, est un ancien joueur canadien de basket-ball et de crosse. Il évolue durant sa carrière au poste de meneur. Il est intronisé au Panthéon des sports canadiens en 1978 et au Panthéon du basket-ball canadien en 1979.